# Биатлон на Зимским олимпијским играма 1964.
Такмичење у биатлону на Зимских олимпијских игара 1964. у Инзбруку Аустрија, било је други пут на програму. Одржано је само у мушкој конкуренцији, а једина дисциплина била је појединачна трка на 20 километара. Такмичење је одржано у Зефелду у Тиролу.

## Сатница
|         | januar  | januar  | januar  | фебруар | фебруар | фебруар | фебруар         | фебруар | фебруар | фебруар | фебруар | фебруар |
|         | 29. сре | 30. чет | 31. пет | 1. суб  | 2. нед  | 3. пон  | 4. уто          | 5. сре  | 6. чет  | 7. пет  | 8. суб  | 9. нед  |
| ------- | ------- | ------- | ------- | ------- | ------- | ------- | --------------- | ------- | ------- | ------- | ------- | ------- |
| Биатлон |         |         |         |         |         |         | пој. 20 км 8:30 |         |         |         |         |         |

## Земље учеснице
Учествовао је 51 биатлонац из 14 земаља, а по први пута су учествали биатлонци из Аустрије, Јапана, Монголије, Пољске, Румуније и Швајцарске.
1. Аустрија (4)
2. EUA (4)[2]
3. Јапан (2)
4. Монголија (4)
5. Норвешка (3)
6. Пољска (4)
7. Румунија (4)
8. САД (4)
9. Совјетски Савез (4)
10. Уједињено Краљевство (4)
11. Финска (4)
12. Француска (1)
13. Швајцарска (4)
14. Шведска (4)

## Освајачи медаља
|                                  |                                     |                      |
| Владимир Мелањин Совјетски Савез | Александар Привалов Совјетски Савез | Олав Јордет Норвешка |

### Трка на 20 км појединачно
детаљи
| Плас. | Биатлонац           | Земља           | Време     | Казна | Укупно    | Заостатак |
| ----- | ------------------- | --------------- | --------- | ----- | --------- | --------- |
|       | Владимир Мелањин    | Совјетски Савез | 1:20:26,8 | 0     | 1:20:26.8 | -         |
|       | Александар Привалов | Совјетски Савез | 1:23:42,5 | 0     | 1:23:42,5 | +3:15,7   |
|       | Олав Јордет         | Норвешка        | 1:22:38,8 | 1     | 1:24:38,8 | +4:12,0   |

### Биланс медаља
|    | Земља           |   |   |   |   |
| -- | --------------- | - | - | - | - |
| 1. | Совјетски Савез | 1 | 1 | 0 | 2 |
| 2. | Норвешка        | 0 | 0 | 1 | 1 |
|    | Укупно (2)      | 1 | 1 | 1 | 3 |

## Биланс медаља 1960—1964.
У табели су приказани сви освајачи медаља у мушкој конкуренцији биатлона на олимпијским играма од првих 1960 до последљих 1964.
|   | Земља           |   |   |   |   |
| 1 | Совјетски Савез | 1 | 1 | 1 | 3 |
| 2 | Шведска         | 1 | 0 | 0 | 1 |
| 3 | Финска          | 0 | 1 | 0 | 1 |
| 4 | Норвешка        | 0 | 0 | 1 | 1 |
|   | Укупно (4)      | 2 | 2 | 2 | 6 |

|    | Биатлонац                 | Злато | Сребро | Бронза | Укупно |
| -- | ------------------------- | ----- | ------ | ------ | ------ |
| 1. | Александар Привалов, СССР | 0     | 1      | 1      | 2      |